# Il ragazzo dal cuore di fango
Il ragazzo dal cuore di fango, noto anche come Gioventù disperata (Ángeles sin cielo) è un film del 1957 diretto da Sergio Corbucci e Carlos Arévalo.